# Ampulex micans
Ampulex micans är en  stekelart som beskrevs av Kohl 1893. Ampulex micans ingår i släktet Ampulex och familjen Ampulicidae. Inga underarter finns listade i Catalogue of Life.